# Бугімен (фільм, 2023)
«Бугімен» (англ. The Boogeyman) — американський фільм жахів режисера Роба Севіджа за сценарієм Марка Хеймана, заснований на однойменному оповіданні Стівена Кінга 1987 року. У головних ролях: Софі Тетчер, Кріс Мессіна, Девід Дастмалчян, Марін Айрленд, Вів'єн Ліра Блер і Медісон Ху. 
Фільм вийшов на Hulu 2 червня 2023 року.

## У ролях
| Актор             | Роль            |
| ----------------- | --------------- |
| Софі Тетчер       | Сейді Гарпер    |
| Кріс Мессіна      | Вілл Гарпер     |
| Вів'єн Ліра Блер  | Соєр Гарпер     |
| Девід Дастмалчян  | Лестер Біллінгс |
| Марін Айрленд     | Ріта Біллінгс   |
| Медісон Ху        | Бетані          |
| Ліза Гей Гемілтон | доктор Веллер   |

## Виробництво
Бугімен — це екранізація однойменного оповідання Стівена Кінга 1987 року. 26 червня 2018 року було оголошено, що партнери по створенню фільмів Скотт Бек і Браян Вудс напишуть сценарій разом із Шоном Леві, Деном Леві та Деном Коеном, які продюсують 21 Laps Entertainment. Однак у 2019 році, після придбання Disney 20th Century Fox, фільм було скасовано разом з іншими фільмами, які перебували у розробці. У листопаді 2021 року роботу над фільмом було відновлено, і повідомлялося, що Роб Севідж буде режисером за сценарієм, написаним Марком Хейманом, за оригінальними чернетками Бека, Вудса та Акели Купера. У січні 2022 року до акторського складу приєдналися Софі Тетчер і Кріс Мессіна.  У лютому до акторського складу додалися Девід Дастмалчян, Марін Айрленд, Вів'єн Ліра Блер і Медісон Ху. Зйомки розпочалися в лютому 2022 року в Новому Орлеані.

## Випуск
Вихід фільму на Hulu відбувся 2 червня 2023 року.

## Зовнішні посилання
- Бугімен на сайті IMDb (англ.)